# Двадцять листів до друга (книга)
Двадцять листів до друга (Twenty letters to a friend) – біографічна книга Світлани Аллілуєвої. Вперше опублікована 01 січня 1967 року видавництвом Harper&Row.

## Історія створення
«Двадцять листів до друга» були написані С. Аллілуєвою влітку 1963 року у с. Жуківка поблизу Москви. За її словами книга створювалась, коли існувала надія на демократичні зміни у СРСР. Проте згодом стало зрозуміло про неможливість видання книги на батьківщині автора. 
У зв’язку із цим, рукопис у 1967 році був вивезений  та опублікований у США англійською мовою напередодні святкування у СРСР 50-ї річниці Жовтневої революції, що викликало у Радянському Союзі обурення.

## Зміст
Книга написана у формі листів, в яких С. Аллілуєва без дотримання хронології розповідає про своє життя та своїх рідних і близьких.
Багато уваги вона приділяє своєму батькові, Йосипу Сталіну та майже детально малює порядок, що панував у сталінських резиденціях. Вичерпно характеризує його близьке оточення: Л. Берія, М. Власика, С. Орджонікідзе, С. Кірова. При цьому  увага акцентована на вплив Л. Берії, який той мав на 
Й. Сталіна.
У своєму творі автор передає атмосферу страху і недовіри, політичних інтриг, що панували серед керівництва країни; штучного створення образу ворога.
Та основним лейтмотивом є спогади про загиблу матір, Надію Аллілуєву.
Як викладено у книзі, правдиві обставини та причини її смерті стали відомі С. Аллілуєвій багато років потому з іноземних видань і саме це викликало перші сумніви у правильності діянь Й. Сталіна.
Книга завершується сподіваннями на перемогу Добра та Розуму.

## Сприйняття
Після публікації книга отримала неоднозначні відгуки. 
На думку професора Ольстерського університету Реймонда Пірсона, «книга вийшла досить розчаровуючою. В ній простежується спроба перекласти провину за сталінські злочини на Берію…».
Але, незважаючи на критику, «Двадцять листів до друга» стали бестселером за версією New York Times, що оцінив книгу як «захоплюючу від першої до останньої сторінки…», також відмітивши її цікавість та змістовність. 